# 渡辺紘
渡辺 紘（わたなべ ひろし、1988年3月20日 - ）は、日本の男性声優。東京都出身。ケンユウオフィス準所属。

## 略歴
アニメ『シャーマンキング』の道蓮を女性が演じていると知って衝撃を受けたのが声優になるきっかけである。
プロ・フィット声優養成所卒業。以前はプロ・フィットに準所属していた。
2022年1月5日、プロ・フィットが同年3月末で閉鎖することに伴い、ケンユウオフィスへ移籍。

## 人物
特技はモノ作り。趣味はカラオケ、映画鑑賞。

## 出演
太字はメインキャラクター。

### テレビアニメ
2010年
- けいおん!!（観客達）

2011年
- 未来日記（生徒）

2013年
- フォトカノ（前田の友人、桐山、不良男子、B組男子、テニス部男子）
- ファンタジスタドール（男子）

2014年
- メカクシティアクターズ（テロリストB）
- 月刊少女野崎くん（演劇部員）

2015年
- 聖剣使いの禁呪詠唱（ブラート）
- 山田くんと7人の魔女（うららのファンA）
- てーきゅう（岡っ引き、男子生徒） - 2シリーズ
- 高宮なすのです! 〜てーきゅうスピンオフ〜（ヤ●ザB、男子生徒）
- 緋弾のアリアAA（男子生徒、男、警察）

2016年
- 紅殻のパンドラ（部下2）
- うさかめ（生徒A）
- Bloodivores（囚人）

2017年
- AKIBA'S TRIP -THE ANIMATION-（モブA）
- アイドルマスター SideM（榊夏来）
- アニメガタリズ（野球部員）

2018年
- キャプテン翼（第4作）（2018年 - 2019年、坪井明、桜井進、長崎順一、福谷拓也、丸井哲也、川口祐二、一ノ瀬明、若松幸一 他）
- ハッピーシュガーライフ（客）
- アイドルマスター SideM 理由あってMini!（榊夏来）

2019年
- 盾の勇者の成り上がり（兵士）
- ぼくたちは勉強ができない（男子B）
- けだまのゴンじろー（通行人）
- トライナイツ（男子生徒、ラグビー部員）
- 厨病激発ボーイ（佐藤、陸上部部長）

2020年
- マギアレコード 魔法少女まどか☆マギカ外伝（さな兄）
- グレイプニル（花川）

2021年
- プレイタの傷（ダスク）
- ぼくたちのリメイク

2022年
- その着せ替え人形は恋をする（イケメン）
- 遊☆戯☆王ゴーラッシュ!!（888万人の同胞たち）
- もっと!まじめにふまじめ かいけつゾロリ（客B）
- カッコウの許嫁（ナンパ男B）
- アオアシ（東京CE選手）
- 僕のヒーローアカデミア（2022年 - 2024年、ヒーロー、異形市民） - 2シリーズ

2023年
- それいけ!アンパンマン（クマの男の子、いぬの旅人）
- 名探偵コナン（ダニエル）
- マッシュル-MASHLE-（ランス父〈回想〉）
- ゾン100〜ゾンビになるまでにしたい100のこと〜（コスギーズモブ2）
- BEYBLADE X（2023年 - 2025年、アルカ、ブレーダー、アマチュアブレーダー、観客、司会 他）
- ひきこまり吸血姫の悶々（隊員D）
- 帰還者の魔法は特別です（ナーシー・ホーム）
- 私の推しは悪役令嬢。（生徒）
- 冒険者になりたいと都に出て行った娘がSランクになってた（シャルロッテ父）
- 『ヒプノシスマイク-Division Rap Battle-』Rhyme Anima +（ならず者）
- ウマ娘 プリティーダービー Season 3（観客）

2024年
- 即死チートが最強すぎて、異世界のやつらがまるで相手にならないんですが。（桐生裕一郎、従者ヨウイチ）
- ぽんのみち（雀士）
- ポケットモンスター（ウィロー博士）
- シンカリオン チェンジ ザ ワールド（2024年 - 2025年、岩見沢ソラチ）
- THE NEW GATE（男性、騎士、盗賊）
- ありふれた職業で世界最強 season 3（幻武のヤオゼリアス）

2025年
- 外れスキル《木の実マスター》 〜スキルの実（食べたら死ぬ）を無限に食べられるようになった件について〜（住民）
- 華Doll*-Reinterpretation of Flowering-（幹部、生徒）
- クレバテス-魔獣の王と赤子と屍の勇者-（勇者、鍛冶師、自警団員）
- 気絶勇者と暗殺姫（依頼人、門番）
- 青春ブタ野郎はサンタクロースの夢を見ない（高坂誠一）
- キミとアイドルプリキュア♪（宇釣木大輔）

### 劇場アニメ
- PERSONA3 THE MOVIE #1 Spring of Birth（2013年、チンピラF）
- 劇場版 オーバーロード 聖王国編（2024年）

### Webアニメ
- 戦国☆ナイツ（2010年、直江兼続）
- 夢王国と眠れる100人の王子様 ショート（2017年、兵士[9]）
- 花筏ノ刃（2019年、月城暁[10]）
- アカペラ侍〜ハモリ隊が江戸を救う!〜（2022年、肥後藩士、赤平祭観客、町人、猫）
- 罪人転校生（2024年、碧[11]）

### ゲーム
2010年
- ぱすてるチャイムContinue
- 剣と魔法と学園モノ。2G（ジャーノ）

2013年
- 三国志パズル大戦（袁紹〈青年〉）

2014年
- 箱庭のフォルクローレ（帽子屋のシャポー）

2015年
- アイドルマスター SideM（2015年 - 2023年、榊夏来）

2016年
- 蒼き雷霆 ガンヴォルトシリーズ（2016年 - 2022年、テンジアン） - 2作品
- トラウマ＊トラウム 翠眼の人形（マリウス・ディーナー）

2017年
- アイドルマスター SideM LIVE ON ST@GE!（2017年 - 2020年、榊夏来）
- タワー オブ プリンセス（アリババ）

2018年
- ORDINAL STRATA -オーディナル ストラータ-（ウェントゥス）
- 太極パンダ3 -DRAGON HUNTER-（クレリック）
- 魔界ウォーズ（スサノオ）
- キングスレイド（エゼキエル）
- ラスト・エリュシオン（ディック）
- 少女とドラゴン -幻獣契約クリプトラクト-（イーレン、キリア、ルイレン、ワルドティリオ）
- わくわくファンタジー〜はるかな世界の物語〜（ロゼトア）
- でみめん（コロナ）

2019年
- ブラウンダスト（ルフェル）
- モンスターストライク（2019年 - 2023年、ケラウノス）
- ファイアーエムブレム 風花雪月（ローレンツ＝ヘルマン＝グロスタール）
- ワールドフリッパー（ムラクモ、フィン、シオン）
- 獅子の如く〜戦国覇王戦記〜（伊達政宗）

2020年
- ファイアーエムブレム ヒーローズ（ローレンツ、ジョージ）
- 剣が刻（蛟）
- キャプテン翼 RISE OF NEW CHAMPIONS（一ノ瀬明）
- 逆転オセロニア（レラジェ）

2021年
- タイムディフェンダーズ（ルイス）
- アイドルマスター SideM GROWING STARS（2021年 - 2023年、榊夏来）
- 鬼滅の刃 ヒノカミ血風譚

2022年
- COGEN 大鳥こはくと刻の剣（ヒューゴ）
- デュエル・マスターズ プレイス（超神龍バリアント・バデス、悪魔神王バルカディアス、ガイアール・カイザー 他）
- ラディアンテイル（リアン）
- ウマ娘 プリティーダービー（スイープトウショウの父 他）
- 燐光のレムリア 星空の絆（ガリュー、フラナガン、バイパー）
- ファイアーエムブレム無双 風花雪月（ローレンツ＝ヘルマン＝グロスタール）
- 原神（ペドラッシュ、ジョイン、アーラヴ、ヒシャム、グラーブ 他）

2023年
- Hi-Fi RUSH（冷えるん）
- タワーオブスカイ（ホトカ）
- スター・ウォーズ ジェダイ:サバイバー（ダガン・ゲラ）
- ヘブンバーンズレッド（アンテナ角度調整屋）
- ラディアンテイル 〜ファンファーレ！〜（リアン）
- 嘘から始まる恋の夏（御凪直政）
- 役づくりパズル ゆめいろユラム（アリフ）
- ドラゴンクエストモンスターズ3 魔族の王子とエルフの旅

2024年
- BAR ステラアビス（カジ）
- スローン・アンド・リバティ（クレイ・カーター）
- カルドアンシェル（テンジアン）

2025年
- ファントム・ブレイブ 幽霊船団と消えた英雄（マリンセージ）
- リメメント―ホワイトシャドウ（ルーカス）

### ドラマCD
- これはゾンビですか?（門下生）
- カーニヴァル 煙の館（ヴァルガ）
- S.S.D.S. 〜Super Stylish Doctors Story〜（藍京太郎）
  - S.S.D.S. 愛の生劇アワー THE☆LIVE
- 彼氏昇格（瑞穂修哉）
- 彼氏未満（瑞穂修哉）
- THE IDOLM@STER SideM ST@RTING LINE（榊夏来）
  - 03 Beit
  - 04 High×Joker
- 俺に決めた！佑太郎のおねだり。（西本史也[55]）
- unity-chan! ドラマCD（男声N[56]）
- おにいちゃんねる CDコレクション  Vol.1 〜お兄ちゃんと過ごすドキドキ♡バレンタイン〜（蓮[57]）
- 蒼き雷霆 ガンヴォルト 爪（2016年 - 2017年、テンジアン[58]） 
  - 限定版付属ドラマCD（2016年）
  - 楽園狂騒曲（2017年）
- 音戯の譜〜CHRONICLE〜（ヤークトフント・シンフォニエ[59]）
  - Bremüsik「音戯の譜 〜CHRONICLE〜 Blinzen Parade」01、03
- Encore -spring season-（日下部愁斗[60]） ※DL販売

### BLCD
- アイドル★ハラスメント（羊谷陽介）
  - 3 ドキッ☆ドS女王様のイケない誘惑!?
  - 4 ドキッ☆ペット志願のぶっかけ限界調教!?
  - 5 ドキッ☆失敗アイドルの実録剃毛スキャンダル!?
- 甘くて熱くて息もできない1（先生[61]）
- 犬も喰わない（山代誠之介〈高校時代〉[62]）
- 男やもめも花は咲く（重森[63]）
- かわいくない兄貴を喘がす方法
  - なまいきな弟を愛おしむ方法
- ストレイバレットベイベー
- ドSおばけが寝かせてくれない2（石野[64]）
- 猫とスピカ2（野良猫、カフェの猫B[65]）
- ネコにはいぬを（友人男[66]）
- 花は咲くか2（学生）
- ブラザー★シャッフル！（変態3）
- 本日もペット日和 倉野仁志の場合（三科浩太郎 / ミカ[67]）
  - 本日もペット日和2 浦垣康太の場合
- もっと！えっちは週7希望ですっ！[68]
- ROMEO（エル）
  - ROMEO 2（エル[69]）

### 吹き替え

#### 映画
- イコライザー（ブレイク）
- ジュラシック・ドミニオン（ピータース）
- 少林寺 燃えよ洪拳（于飛）
- シン・クロコダイル（サンマオ）
- タコゲーム
- ダンジョン・クエスト（セス〈ルーカス・ゲイジ〉）
- ホーム・チーム（英語版）
- ボルテスV レガシー
- ラスト・シフト
- リベンジ・クイーン 封神:妲己（姜子牙）

#### ドラマ
- ケイブ・レスキュー: タイ洞窟決死の救出（ポング、ニコルズ）
- この恋は初めてだから
- ザ・クラウン シーズン5（エドワード）
- サニー（タナカユウキ〈國村隼〉[70][71]）
- デビルズ・アワー〜3時33分〜（コナー）
- 恋愛体質〜30歳になれば大丈夫（2022年、イ・ヒョボン〈ユン・ジオン〉[72]）
- 結婚契約（2023年、チョ・スンジュ〈アン・ジフン〉[73]）
- ボルテスV レガシー 超電磁リスペクトTV版（イグナシオ、マグース）

#### アニメ
- キャッチ!ティニピン（2022年、ジュン[74]、キキピン[75]）

### デジタルコミック
- フロアンダーズ〜flounders〜（2021年 - 2024年、樹岳[76]）
- ほむら先生はたぶんモテない（2021年、つばき先生[77]）
- もっと抵抗してくれよ〜爽やか王子の歪んだ性癖（2021年、奥村[78]）

### オーディオブック
- 風と共にゆとりぬ[79]
- 混沌を生き抜く ミュージシャンたちのコロナ禍[80]
- 史上最強の哲学入門 東洋の哲人たち[81]
- 13歳から鍛える具体と抽象
- 正体
- 心霊探偵八雲1 完全版 赤い瞳は知っている[82]
  - 心霊探偵八雲2 完全版 魂をつなぐもの[83]
- そして誰もゆとらなくなった[84]
- 時をかけるゆとり
- ハードラック[85]
- ヴィンチェンツォ[86]
- 「読む」だけで終わりにしない読書術 一万冊読んでわかった本当に人生を変える方法

### ラジオ
※はインターネット配信。
- S.S.D.S.〜愛の究極診断(エクストリーム・テラー)（2012年 - 2013年、ニコニコ生放送※） 不定期出演
- アイドルマスター SideM ラジオ 315プロNight!（2016年、ニコニコ生放送※）回替わりパーソナリティ
- 月刊 新・男前通信2月号〜月刊 渡辺紘（2019年、文化放送モバイルplus※）
- 渡辺紘のカジュアルトークラウンジ（2020年 - 2024年、ニコニコ生放送※）[87]
- ダブルディア シーズン4（2022年、RADIO TOMO※）[88]

### テレビ番組
※はインターネット配信。
- 野上翔・渡辺紘・深町寿成のドコ行く?（2017年 - 、ニコニコ生放送※）[89]
- 渡辺紘・中田祐矢の前だけみてろ！（2017年 - 、ニコニコ生放送※）

### 映像商品
- S.S.D.S. 〜Super Stylish Doctors Story〜
  - DVD 9「2012 とことん診察会4」（第15回診察会）
- アイドルマスター SideM シリーズ
  - THE IDOLM@STER SideM 1st STAGE 〜ST@RTING!〜 Live Blu-ray
  - THE IDOLM@STER SideM 2nd STAGE 〜ORIGIN@L STARS〜 Live Blu-ray
  - THE IDOLM@STER SideM GREETING TOUR 2017 〜BEYOND THE DREAM〜 LIVE Blu-ray
  - TVアニメ「アイドルマスターSideM」 イベント Five-St@r Party
  - THE IDOLM@STER SideM 3rdLIVE TOUR 〜GLORIOUS ST@GE!〜 LIVE Blu-ray [Side MAKUHARI]
  - THE IDOLM@STER SideM 3rdLIVE TOUR 〜GLORIOUS ST@GE!〜 LIVE Blu-ray [Side SENDAI]
  - THE IDOLM@STER SideM 3rdLIVE TOUR 〜GLORIOUS ST@GE!〜 LIVE Blu-ray [Side SHIZUOKA]
  - THE IDOLM@STER SideM PRODUCER MEETING 315 SP@RKLING TIME WITH ALL!!!
  - THE IDOLM@STER SideM 4th STAGE 〜TRE@SURE GATE〜 LIVE Blu-ray
- 声優ボウリングランプリ[90]
- 野上翔・渡辺紘・深町寿成のドコ行く? 四国編
- 野上翔・渡辺紘・深町寿成のドコ行く? 北海道編

### 朗読劇
- フォトシネマ朗読劇「最果てリストランテ」（2018年4月13日・14日、TOKYO FM HALL）
- KIRAKIRA VOICE LAND VOL.11「LOVE×LETTERS」（2018年7月21日・22日、絵本塾ホール） - 大地（21日）、海斗（22日） 役[91]
- 朗読劇「思春期ビターチェンジ」（2019年10月18日・19日、築地ブディストホール） - 木村佑太 役[92]
- 朗読劇「レスティリズム〜1carat〜lasterisme」（2018年11月10日・11日、新宿村LIVE[93]） - ペリドット 役[94]
- 声優朗読劇フォアレーゼン「ヴェルサイユ騒動記」（2019年11月9日、パティオ池鯉鮒） - バッハ 役、ナレーション[95]
- 朗読劇「探そう探せ探すけど、探して、やっぱ探せない」（2022年3月26・27日、上野ストアハウス） - 雄太 役[96][97]
- ことだま屋本舗リーディング部 その13（2022年8月21日、テアトルBONBON）[98]
- 季節の朗読シリーズ #3 Winter horror【静寂】（2023年1月14日、品川インターシティホール）[99]
- KIRAKIRA VOICE LAND VOL.52「Spiral」（2023年1月21・22日、キーノート・シアター） - レイス（21日）、エリクサー（22日） 役[100]
- 朗読会 ほむら先生はたぶんモテない（2023年3月5日、横浜ランドマークホール）[101]
- THE IDOLM@STER SideM PASSIONABLE READING SHOW -超常事変〜対立スル正義〜-（2023年3月11日、武蔵野の森総合スポーツプラザ メインアリーナ） - 榊夏来 役[102]
- THE IDOLM@STER SideM PASSIONABLE READING SHOW 〜天地四心伝〜（2024年2月10日、幕張イベントホール） - 榊夏来 役[103]

### オーディオドラマ
- 寝かしつけASMR イケメン双子彼氏ふたりのあまあまイケボでぐっすり入眠♡（2022年、今田陽希、今田優希[104][105]）
  - イケメン双子彼氏にお風呂上がりにマッサージされてリラックス♡[106]
  - イケメン双子彼氏に目隠しされてドキドキ声当てゲーム♡[107]
  - イケメン双子彼氏に試着室で左右からイタズラされる♡[108]
- アイドルマスター SideM「315 PASSION CONTENTS」『CIRCLE OF DELIGHT 今日と明日とその先と』（2024年、榊夏来）

### その他コンテンツ
- モバイル「Boys×BoysVoice」（生徒会長）※携帯音声
- 雑誌連載 声優グランプリ「渡辺紘から！”○通目”だよん♫」
- 同棲花盛り-渡辺紘の場合-（2018年、アカツキ、七種ミナト、当麻タイキ、乙坂ケンゴ[109]）
- ショートフィルム「セカイはキミのもの」11月（2019年）[110]
- 魔界戦記ディスガイア7 紹介ムービー「私立ディスガイア学園」（2022年、アーチャー先生[111]）
- 「BAR ステラアビス」WebCM（2024年、ナレーション[112]）
- 『意味がわかると怖い4コマ』「植える」（2024年、父[113]）
- ヤナギヤスネ「Like a Moon」MV（2024年、ヒスイ[114]）
- ラジオドラマ「二哈と彼の白猫師尊」日本語版（2025年、陳伯寰[115]）

## ディスコグラフィ

### キャラクターソング
| 発売日   | 商品名                                                                                 | 歌 | 楽曲                                                                      | 備考                                                                                               |
| 2015年   | 2015年                                                                                 | 2015年 | 2015年                                                                    | 2015年                                                                                             |
| -------- | -------------------------------------------------------------------------------------- | --- | ------------------------------------------------------------------------- | -------------------------------------------------------------------------------------------------- |
| 7月22日  | THE IDOLM@STER SideM ST@RTING LINE -04 High×Joker                                      | High×Joker | 「HIGH JUMP NO LIMIT」 「JOKER↗オールマイティ」 「DRIVE A LIVE」          | ゲーム『アイドルマスター SideM』関連曲                                                             |
| 2016年   |                                                                                        | |                                                                           | |
| 7月13日  | THE IDOLM@STER SideM 2nd ANNIVERSARY DISC 01 DRAMATIC STARS & High×Joker               | DRAMATIC STARS & High×Joker | 「夜空を煌めく星のように」                                                | ゲーム『アイドルマスター SideM』関連曲                                                             |
| 7月13日  | THE IDOLM@STER SideM 2nd ANNIVERSARY DISC 01 DRAMATIC STARS & High×Joker               | High×Joker | 「OUR SONG -それは世界でひとつだけ-」                                     | ゲーム『アイドルマスター SideM』関連曲                                                             |
| 2017年   |                                                                                        | |                                                                           | |
| 2月1日   | Beyond The Dream                                                                       | 315プロダクション所属アイドル | 「Beyond The Dream」                                                      | ゲーム『アイドルマスター SideM』テーマソング                                                       |
| 2月1日   | Beyond The Dream                                                                       | 315プロダクション所属アイドル（インテリ） | 「Beyond The Dream」                                                      | ゲーム『アイドルマスター SideM』テーマソング                                                       |
| 2月10日  | THE IDOLM@STER SideM 2nd ANNIVERSARY SOLO COLLECTION                                   | 榊夏来（渡辺紘） | 「OUR SONG -それは世界でひとつだけ-」                                     | ゲーム『アイドルマスター SideM』関連曲                                                             |
| 9月6日   | THE IDOLM@STER SideM ORIGIN@L PIECES 07                                                | 榊夏来（渡辺紘） | 「ナツゾラRecords」                                                       | ゲーム『アイドルマスター SideM』関連曲                                                             |
| 11月15日 | THE IDOLM@STER SideM ANIMATION PROJECT 01「Reason‼」                                   | 315 STARS（DRAMATIC STARS、Beit、S.E.M、High×Joker、W、Jupiter） | 「Reason‼」                                                               | テレビアニメ『アイドルマスター SideM』オープニングテーマ                                           |
| 11月15日 | THE IDOLM@STER SideM ANIMATION PROJECT 01「Reason‼」                                   | Beit、High×Joker、W | 「夏時間グラフィティ」                                                    | テレビアニメ『アイドルマスター SideM』挿入歌                                                       |
| 2018年   |                                                                                        | |                                                                           | |
| 1月17日  | THE IDOLM@STER SideM ANIMATION PROJECT 06「Sunset★Colors」                             | High×Joker | 「Sunset★Colors」                                                         | テレビアニメ『アイドルマスター SideM』エンディングテーマ                                           |
| 1月17日  | THE IDOLM@STER SideM ANIMATION PROJECT 06「Sunset★Colors」                             | High×Joker | 「Reason!!」                                                              | テレビアニメ『アイドルマスター SideM』関連曲                                                       |
| 1月24日  | アイドルマスター SideM BD・DVD第2巻特典CD 315 St@rry Collaboration 02 〜High×Joker&W〜 | High×Joker、W | 「いつかこの瞬間に名前をつけるなら」                                      | テレビアニメ『アイドルマスター SideM』関連曲                                                       |
| 1月24日  | アイドルマスター SideM BD・DVD第2巻特典CD 315 St@rry Collaboration 02 〜High×Joker&W〜 | High×Joker | 「カレイド TOURHYTHM」                                                    | テレビアニメ『アイドルマスター SideM』関連曲                                                       |
| 1月31日  | THE IDOLM@STER SideM ANIMATION PROJECT 08「GLORIOUS RO@D」                             | 315 STARS（DRAMATIC STARS、Beit、S.E.M、High×Joker、Jupiter） | 「Beyond The Dream（第2話 Ver）」                                         | テレビアニメ『アイドルマスター SideM』エンディングテーマ                                           |
| 1月31日  | THE IDOLM@STER SideM ANIMATION PROJECT 08「GLORIOUS RO@D」                             | 315 STARS（DRAMATIC STARS、Beit、S.E.M、High×Joker、W、Jupiter） | 「DRIVE A LIVE（第13話 Ver）」                                            | テレビアニメ『アイドルマスター SideM』エンディングテーマ                                           |
| 1月31日  | THE IDOLM@STER SideM ANIMATION PROJECT 08「GLORIOUS RO@D」                             | 315 STARS（DRAMATIC STARS、Beit、S.E.M、High×Joker、W、Jupiter） | 「GLORIOUS RO@D」                                                         | テレビアニメ『アイドルマスター SideM』挿入歌                                                       |
| 12月19日 | THE IDOLM@STER SideM WakeMini! MUSIC COLLECTION 03                                     | 315 STARS（インテリ Ver.） | 「POKER FAITH -ポーカーフェイス-」                                        | テレビアニメ『アイドルマスター SideM 理由あってMini!』エンディングテーマ                           |
| 2019年   |                                                                                        | |                                                                           | |
| 3月15日  | THE IDOLM@STER SideM WakeMini! SOLO COLLECTION 03 INTELLIGENCE Ver.                    | 榊夏来（渡辺紘） | 「POKER FAITH -ポーカーフェイス-」                                        | テレビアニメ『アイドルマスター SideM 理由あってMini!』関連曲                                       |
| 4月3日   | THE IDOLM@STER SideM WORLD TRE@SURE 07                                                 | ピエール（堀江瞬）、蒼井享介（山谷祥生）、清澄九郎（中田祐矢）、榊夏来（渡辺紘） | 「Purely&Kindly」 「MEET THE WORLD!（FINLAND Ver.）」                     | ゲーム『アイドルマスター SideM LIVE ON ST@GE!』関連曲                                              |
| 5月10日  | THE IDOLM@STER SideM 4th ANNIVERSARY DISC「LIVE in your SMILE / DREAM JOURNEY」        | DRAMATIC STARS、Jupiter、Beit、High×Joker、Café Parade、もふもふえん、F-LAGS | 「DREAM JOURNEY」                                                         | ゲーム『アイドルマスター SideM』関連曲                                                             |
| 10月23日 | Best Game 2 〜命運を賭けるトリガー〜                                                   | 神谷幸広（狩野翔）、北村想楽（汐谷文康）、握野英雄（熊谷健太郎）、華村翔真（バレッタ裕）、榊夏来（渡辺紘）、岡村直央（矢野奨吾） | 「ALL nOR NOTHING」                                                       | ゲーム『アイドルマスター SideM』関連曲                                                             |
| 12月18日 | THE IDOLM@STER SideM 5th ANNIVERSARY DISC 01 PRIDE STAR                                | 315 ALLSTARS | 「PRIDE STAR」 「DRIVE A LIVE」 「Reason!!」 「GLORIOUS RO@D」            | ゲーム『アイドルマスター SideM』関連曲                                                             |
| 2020年   |                                                                                        | |                                                                           | |
| 3月6日   | THE IDOLM@STER SideM 5th ANNIVERSARY UNIT COLLECTION -PRIDE STAR-                      | High×Joker | 「PRIDE STAR」                                                            | ゲーム『アイドルマスター SideM』関連曲                                                             |
| 4月22日  | THE IDOLM@STER SideM 5th ANNIVERSARY DISC 05 Altessimo&彩&High×Joker                   | High×Joker | 「SEASON IN THE FIVE」                                                    | ゲーム『アイドルマスター SideM』関連曲                                                             |
| 4月22日  | THE IDOLM@STER SideM 5th ANNIVERSARY DISC 05 Altessimo&彩&High×Joker                   | Altessimo、彩、High×Joker | 「Singing Explorers」                                                     | ゲーム『アイドルマスター SideM』関連曲                                                             |
| 8月26日  | THE IDOLM@STER SideM 5th ANNIVERSARY SOLO COLLECTION 04                                | 榊夏来（渡辺紘） | 「SEASON IN THE FIVE」                                                    | ゲーム『アイドルマスター SideM』関連曲                                                             |
| 2021年   |                                                                                        | |                                                                           | |
| 1月6日   | THE IDOLM@STER SideM NEW STAGE EPISODE:08 High×Joker                                   | High×Joker | 「Smiles In Wonderland!」 「NEXT STAGE!」                                 | ゲーム『アイドルマスター SideM』関連曲                                                             |
| 2月7日   | THE IDOLM@STER SideM UNIT COLLECTION -MEET THE WORLD!-                                 | 315 ALLSTARS | 「MEET THE WORLD!」                                                       | ゲーム『アイドルマスター SideM』関連曲                                                             |
| 2月7日   | THE IDOLM@STER SideM UNIT COLLECTION -MEET THE WORLD!-                                 | High×Joker | 「MEET THE WORLD!」                                                       | ゲーム『アイドルマスター SideM』関連曲                                                             |
| 9月29日  | THE IDOLM@STER SideM GROWING SIGN@L 01 Growing Smiles!                                 | 315 ALLSTARS | 「Growing Smiles!」 「DRIVE A LIVE」 「Beyond The Dream」 「NEXT STAGE!」 | ゲーム『アイドルマスター SideM GROWING STARS』関連曲                                               |
| 10月29日 | Weltreise                                                                              | Bremüsik | 「Weltreise」                                                             | 『音戯の譜〜CHRONICLE〜』関連曲                                                                    |
| 2022年   |                                                                                        | |                                                                           | |
| 1月8日   | THE IDOLM@STER SideM UNIT COLLECTION -Growing Smiles!-                                 | High×Joker | 「Growing Smiles!」                                                       | ゲーム『アイドルマスター SideM GROWING STARS』関連曲                                               |
| 3月12日  | THE IDOLM@STER SideM PASSION@TE FORMATION -INTELLIGENCE-                               | 315 STARS（インテリVer.） | 「ANYWHERE」                                                              | ゲーム『アイドルマスター SideM GROWING STARS』関連曲                                               |
| 3月12日  | THE IDOLM@STER SideM PASSION@TE FORMATION -INTELLIGENCE-                               | 榊夏来（渡辺紘） | 「ANYWHERE」                                                              | ゲーム『アイドルマスター SideM GROWING STARS』関連曲                                               |
| 7月20日  | THE IDOLM@STER SideM 49 ELEMENTS -01 High×Joker                                        | High×Joker | 「キセキ的 STARRY-TUNE!!!!!」                                             | ゲーム『アイドルマスター SideM GROWING STARS』関連曲                                               |
| 7月20日  | THE IDOLM@STER SideM 49 ELEMENTS -01 High×Joker                                        | 榊夏来（渡辺紘） | 「ダイヤモンド・メゾフォルテ」                                            | ゲーム『アイドルマスター SideM GROWING STARS』関連曲                                               |
| 12月21日 | THE IDOLM@STER SideM GROWING SIGN@L 15 Take a StuMp!                                   | 315 ALLSTARS | 「Take a StuMp!」                                                         | ゲーム『アイドルマスター SideM GROWING STARS』関連曲                                               |
| 2023年   |                                                                                        | |                                                                           | |
| 2月11日  | THE IDOLM@STER SideM UNIT COLLECTION -Take a StuMp!-                                   | High×Joker | 「Take a StuMp!」                                                         | ゲーム『アイドルマスター SideM GROWING STARS』関連曲                                               |
| 2月14日  | FLASH LIGHT                                                                            | 315 STARS | 「FLASH LIGHT」                                                           | ゲーム『アイドルマスター SideM GROWING STARS』関連曲                                               |
| 3月8日   | THE IDOLM@STER SideM GROWING SIGN@L 18 High×Joker                                      | High×Joker | 「JOYFUL HEART MAKER」 「Toward Pole Star」                               | ゲーム『アイドルマスター SideM GROWING STARS』関連曲                                               |
| 3月11日  | 幻想のUtopia/安寧のDystopia                                                            | ピエール（堀江瞬）、蒼井悠介（菊池勇成）、蒼井享介（山谷祥生）、握野英雄（熊谷健太郎）、木村龍（濱健人）、秋山隼人（千葉翔也）、冬美旬（永塚拓馬）、榊夏来（渡辺紘）、若里春名（白井悠介）、紅井朱雀（益山武明）、東雲荘一郎（天﨑滉平）、アスラン＝ベルゼビュートII世（古川慎）、岡村直央（矢野奨吾）、硲道夫（伊東健人）、大河タケル（寺島惇太）、牙崎漣（小松昌平）、天峰秀（伊瀬結陸）、花園百々人（宮﨑雅也）、眉見鋭心（大塚剛央） | 「幻想のUtopia」                                                          | 舞台『THE IDOLM@STER SideM PASSIONABLE READING SHOW -超常事変〜対立スル正義〜-』オープニングテーマ |
| 10月28日 | THE IDOLM@STER SideM GROWING SIGN@L SOLO COLLECTION 03                                 | 榊夏来（渡辺紘） | 「JOYFUL HEART MAKER」                                                    | ゲーム『アイドルマスター SideM GROWING STARS』関連曲                                               |
| 10月28日 | THE IDOLM@STER SideM 8th STAGE THEME SONG「Hands & Claps!」                            | 315 ALLSTARS | 「Hands & Claps!」                                                        | ライブイベント『THE IDOLM@STER SideM 8th STAGE 〜ALL H@NDS TOGETHER〜』テーマソング                |
| 10月28日 | THE IDOLM@STER SideM 8th STAGE THEME SONG「Hands & Claps!」                            | 315 STARS（インテリVer.） | 「Hands & Claps!」                                                        | ライブイベント『THE IDOLM@STER SideM 8th STAGE 〜ALL H@NDS TOGETHER〜』テーマソング                |